# خمبوتسه
خمبوتسه (به چینی: 昆布孜峰، پین‌یین: Kūnbùzī Fēng) کوهی به ارتفاع ۶۶۳۶ متر واقع در رشته‌کوه هیمالیا و نخستین کوه در غرب کوه اورست است که در مرز بین نپال و تبت (در چین) قرار دارد. لینگترن و پوموری دو کوه دیگری هستند که پس از خمبوتسه در غرب اورست قرار گرفته‌اند.
این کوه دارای دامنه‌هایی شیبدار است که بخش زیادی از آن از برف و یخ پوشیده شده‌است و گروه‌های کوهنوردی اغلب از وقوع بهمن در این کوه به هنگام عبور از گردنهٔ لهو لها گزارش داده‌اند. بهترین زمان برای صعود در ماه‌های سپتامبر تا اکتبر است.
بنا بر ادعای بارت فوس، کوهنورد هلندی در یکی از کتاب‌هایش، او نخستین کسی است که در سال ۱۹۹۳ به خمبوتسه صعود کرده‌است.